# Dana Stone
Dana Hazen Stone (18 avril 1939 - 6 avril 1970) est un photojournaliste américain surtout connu pour son travail pour CBS, United Press International et Associated Press pendant la guerre du Viêt Nam.

## Biographie
Dana Stone se rend pour la première fois au Viêt Nam en 1965. Avant d'arriver, il achète son premier appareil photographique, un Nikon F, à Hong Kong. Après son arrivée à Saïgon, il rencontre Henri Huet qui lui montre comment charger un film dans le boîtier. Il se lie d'amitié avec d'autres photographes et journalistes, dont Sean Flynn, Tim Page, Henri Huet, John Steinbeck IV, Perry Deane Young, Nik Wheeler, Chas Gerretsen et d'autres. Dana commence à faire de la pige pour UPI et devient ensuite membre du personnel de l'agence Associated Press. Il devient rapidement un incontournable photographe de guerre et part en mission avec les Bérets verts depuis leur base de Nha Trang.
Dana Stone et son épouse Louise Smizer quittent Saïgon pour l'Europe en 1969, conduisant un VW Camper, de l'Inde jusqu'en Laponie en Suède où, pendant une courte période, il exerce le métier de bûcheron.
Dana Stone travaille comme pigiste pour la chaîne de radio et télévision CBS News au Laos lorsqu'il est rappelé à Saïgon en mars 1970 pour travailler comme caméraman de guerre avec John Laurence qui réalise le documentaire The World of Charlie Company. Il passe cinq jours à travailler sur le documentaire avant d'être envoyé par CBS à Phnom Penh le 28 mars pour couvrir les suites du coup d'État cambodgien.

## Disparition

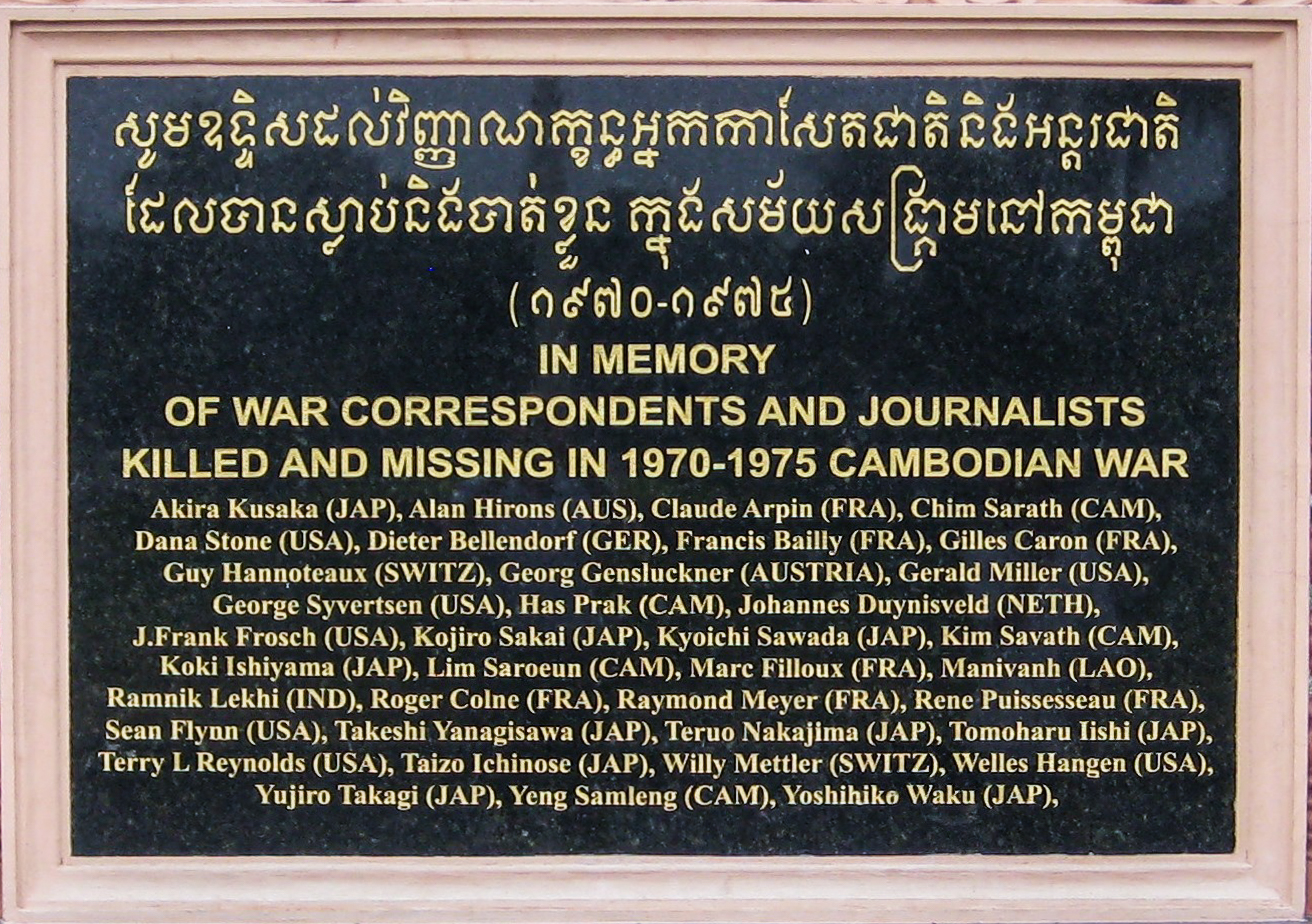
Mémorial à la mémoire des journalistes tués au Cambodge 1970-1975

Le 6 avril 1970, Stone et son collègue Sean Flynn ont été capturés par l'Armée populaire vietnamienne, après avoir quitté Phnom Penh sur des motos Honda louées, cherchant à trouver les lignes de front des combats au Cambodge. Les enquêtes menées par un collègue photojournaliste Tim Page, rapportées dans le Sunday Times britannique le 24 mars 1991, indiquent que Stone et Flynn ont d'abord été emmenés dans le village de Sangke Kaong, puis dans d'autres villages avant d'être remis aux Khmers rouges. Page a retrouvé une tombe presque vide dans un village connu sous le nom de Bei Met dans laquelle deux étrangers auraient été enterrés. L'examen médico-légal des quelques restes laissés dans la tombe a suggéré qu'ils appartenaient à un homme grand et à un homme petit — conformément à l'apparence de Flynn et Stone respectivement — et que les deux étaient morts violemment. Cependant, en 2003, le laboratoire central d'identification du Pentagone à Hawaï a confirmé par des tests ADN que les restes trouvés par Tim Page étaient en fait ceux de Clyde McKay, un pirate de bateau, et de Larry Humphrey, un déserteur de l'armée, tous deux faisaient partie de l'incident du SS Columbia Eagle.
La disparition de Stone et Flynn est relatée dans les mémoires de 1975 de Perry Deane Young Two of the Missing. Un film de 1991, Danger on the Edge of Town, a raconté « la quête de Tim Page pour découvrir le sort de ses amis Sean Flynn et Dana Stone ».
Le jeune frère de Stone, John Thomas Stone, a rejoint l'armée américaine en 1971, peu de temps après avoir obtenu son diplôme d'études secondaires, en partie en raison du désir de découvrir ce qui était arrivé à son frère. Il a ensuite servi comme médecin dans la Garde nationale du Vermont et a été tué par un tir ami le 29 mars 2006, lorsque le sergent de 52 ans en était à sa troisième mission dans la guerre en Afghanistan.